# Quốc kỳ Liên bang Micronesia
Quốc kỳ Liên bang Micronesia (LBM) được thông qua ngày 30 tháng 11 năm 1978. Nền màu xanh ý chỉ Thái Bình Dương còn bốn ngôi sao đại diện cho bốn tiểu bang: Chuuk, Pohnpei, Kosrae và Yap.
Một lá cờ tương tự với sáu ngôi sao được dùng cho Lãnh thổ Ủy thác Quần đảo Thái Bình Dương. Khi đó Kosrae là một phần của Pohnpei nên cả hai được đại diện bởi một ngôi sao, ba ngôi sao còn lại là Palau, quần đảo Marshall, Bắc Mariana, đã chọn không gia nhập liên bang. Ngoài chỉ Thái Bình Dương, màu xanh nhạt của quốc kỳ hiện cũng là màu cờ Liên Hợp Quốc. 

## Quốc kỳ trong quá khứ

Quốc kỳ Lãnh thổ Ủy thác Quần đảo Thái Bình Dương; được sử dụng tại LBM từ 1965 đến 1978.
Cờ Liên Hợp Quốc được dùng cho LBM từ 1947 đến 1965.
Quốc kỳ Hoa Kỳ được dùng tại LBM từ 1944 đến 1986.

## Cờ của các tiểu bang

Chuuk
Kosrae
Pohnpei
Yap